# Andy Sugden
Andrew «Andy» Sugden (previamente: Hopwood) es un personaje ficticio de la exitosa serie de televisión británica Emmerdale Farm, interpretado por el actor Kelvin Fletcher del 4 de julio de 1996 hasta el !6 de julio del 2016.

## Biografía
El 16 de agosto del 2016 con la ayuda de su hermano Robert, Andy decide huir bajo el falso nombre de Brian Moore después de que su exnovia Chrissie White lo incriminara por el intento de asesinato contra su padre Lawrence White, luego de que Chrissie lo hiciera pagar al enterarse de que Andy se había acostado con su madrastra Bernice White.